# Folkestad, Telemark
Folkestad är en tätort i Midt-Telemarks kommun i Telemark fylke i södra Norge. Orten ligger där fylkesväg 3330 möter fylkesväg 3332, på norra sidan av Bøelva, norr om kommunens centralort Bø.